# Хју Макмениман
Хју Макмениман (енгл. Hugh McMeniman; 1. новембар 1983) професионални је аустралијски рагбиста и репрезентативац, који тренутно игра у јапанској топ лиги за Хонда хит. Његова примарна позиција је затворени крилни у трећој линији скрама, а секундарна друга линија скрама. У супер рагбију је дебитовао за Квинсленд 2005, против Хјерикејнса. У сезони 2013—2014 одиграо је 13 мечева за Вестерн Форс у најјачем рагби такмичењу на Земљи. Захваљујући добрим партијама на клупском нивоу, заслужио је позив да игра за репрезентацију Аустралије. Дебитовао је у дресу Валабиса против Самое. Играо је против Новог Зеланда и Јужне Африке у купу три нације, а играо је и на светском првенству које је 2007. године одржано у Француској. 